# Ryūsei Azemoto
Ryūsei Azemoto (japanisch 畦元 隆成 Azemoto Ryūsei; * 3. Oktober 1995 in Tokio) ist ein japanischer Dartspieler.

## Karriere
2023 zog Azemoto durch einen Gruppensieg ins Achtelfinale der PDC Asian Championship ein, welches er gewann; im Viertelfinale siegte er über den Philippiner Christian Perez. Im Halbfinale verlor Azemoto dann gegen den Philippiner Sandro Eric Sosing. Azemoto startete 2024 auf der PDC Asian Tour. Er gewann gleich zwei Turniere (Event 8 und 9). In den Finals besiegte er Tomoya Gotō und Alexis Toylo. Beim zwölften Turnier des Jahres holte sich Azemoto seinen dritten Turniersieg und gewann unter anderem gegen Lourence Ilagan und Reynaldo Rivera. Damit qualifizierte sich der Japaner über die Rangliste für den World Cup of Darts. Zusammen mit Tomoya Gotō bildete er das Team Japan. In der Gruppenphase starteten sie gegen das Team Australien mit Damon Heta und Simon Whitlock, welche sie am Rande einer Niederlage hatten, aber mehrere Matchdarts vergaben. Auch gegen Hong Kong unterlagen sie mit 1:4 und schieden als Gruppenletzter aus. Anfang Oktober holte sich Azemoto in Qingdao seinen vierten Turniersieg (Event 19) auf der PDC Asian Tour und qualifizierte sich damit erstmals über die Asian Tour Order of Merit für die PDC-Weltmeisterschaft 2025. Dort verlor er sein Erstrundenspiel gegen den Niederländer Wesley Plaisier mit 2:3 Sätzen.
Am 9. Mai gewann Azemoto die Selangor Open in Malaysia, ein Bronze-Turnier der WDF, mit einem 5:3-Sieg über Haikal Rusli.

## Titel

### WDF
- Bronze-Turniere:
  - Selangor Open: (1) 2025

## Weltmeisterschaftsresultate

### PDC
- 2025: 1. Runde (2:3-Niederlage gegen  Wesley Plaisier)